# Это было в Коканде (фильм)
«Э́то бы́ло в Кока́нде» — советский трёхсерийный художественный фильм режиссёра Учкуна Назарова, снятый по мотивам одноимённого исторического романа Николая Никитина на киностудии «Узбекфильм» в 1977 году.

## Сценарий и роман
Сценарий существенно отличается от романа Николая Никитина, фильм снят именно по мотивам: изменён сюжет романа и имена некоторых персонажей, кроме того присутствуют действующие лица, которых нет в романе.

## Сюжет
Фильм повествует о становлении Советской власти в Ферганской долине, действие его происходит в 1918—1921 годах. Кокандский мятеж 1918 года, его подавление, ликвидация Кокандской автономии и последующая борьба с басмачеством — на фоне этих исторических событий и развиваются судьбы главных героев.
Юсуп проходит путь от мальчика-раба до красного командира. Таким же красным командиром становится и Лихолетов, начинавший службу в Красной армии рядовым бойцом. Джаббар, бывший главарём басмаческой банды, переходит на сторону большевиков, а бывший офицер Зайченко, совершив предательство во время Кокандского мятежа, окончательно деградирует и идёт в услужение к басмачам и британской разведке.
 Весьма колоритен другой главарь басмаческих банд, Иргаш, которого в финале фильма берёт в плен его бывший соратник Джаббар.

## В ролях
- Отабек Ганиев — Юсуп
- Александр Кайдановский — Зайченко, комендант Кокандской крепости (озвучивает Сергей Шакуров)
- Хамза Умаров — Джаббар Махмуд
- Александр Денисов — Лихолетов, красный командир
- Вячеслав Шалевич — Аввакумов, председатель Кокандского Совета
- Игорь Дмитриев — полковник Чернышов
- Евгения Симонова — Варя, сестра милосердия (озвучивает Антонина Кончакова)
- Шухрат Иргашев — Цигерели
- Мурад Раджабов — Иргаш, главарь басмачей
- Виктор Перевалов — Федоткин, красноармеец
- Закир Мухамеджанов — Ахмедов, глава Кокандской автономии
- Мелис Абзалов — Ишан Зайнулла, глава кокандского духовенства
- Георгий Шевцов — Дональд, британский эмиссар
- Ульмас Алиходжаев — Саидов
- Светлана Норбаева — Фатима